# Neosybra affinis
Neosybra affinis là một loài bọ cánh cứng trong họ Cerambycidae.